# Little Deuce Coupe (canción)
«Little Deuce Coupe» es una canción escrita por Brian Wilson y Roger Christian para el grupo The Beach Boys. La canción primero apareció en el álbum Surfer Girl de 1963, y poco más tarde fue incluida en otro álbum de estudio, Little Deuce Coupe y fue editado como lado B del sencillo "Surfer Girl". "Little Deuce Coupe" alcanzó el puesto 19 en Cash Box.
La música fue escrita por Brian Wilson y el DJ de estación de radio Roger Christian, esto tipificó a The Beach Boys en hacer "canciones de coche" que tenían ciertas apariencias de "Surfin'", y el modo de vivir de un californiano adolescente de los años 1960. La canción tiene a Mike Love con la voz principal.
El coche del cual hablan es el Ford Model B, modelo de 1932, que se menciona como un "Deuce Coupe".

## Publicaciones
"Little Deuce Coupe" apareció en los álbumes de estudio Little Deuce Coupe y Surfer Girl ambos de 1963, fue regrabada en ocasión de Beach Boys' Party! de 1965, fue compilada en Best of The Beach Boys de 1966, en Endless Summer de 1974, en 20 Golden Greats de 1976, en The Very Best of The Beach Boys de 1983, en Summer Dreams de 1990, en el álbum Stars and Stripes Vol. 1 de 1996 The Beach Boys grabaron de nuevo esta canción con el artista de música de country James House, en Endless Harmony Soundtrack en 1998, en The Greatest Hits - Volume 1: 20 Good Vibrations de 1999, en Hawthorne, CA de 2001, en The Very Best of The Beach Boys de 2001, en Sounds of Summer: The Very Best of The Beach Boys de 2003, en Platinum Collection: Sounds of Summer Edition de 2005, en U.S. Singles Collection: The Capitol Years, 1962-1965 de 2008, en Fifty Big Ones: Greatest Hits de 2012 y en Made in California de 2013.

## En vivo
Se editaron cinco versiones de "Little Deuce Coupe" en vivo, en Beach Boys Concert, Good Timin': Live at Knebworth England 1980, Songs from Here & Back, y como parte de un medley en vivo en Endless Harmony Soundtrack y parte de un medley en Live – The 50th Anniversary Tour. Al Jardine incluyó esta canción en su álbum solista en vivo Live in Las Vegas.
Brian Wilson ha interpretado esta canción varias veces en vivo, incluyendo en el tour de 2013 con Al Jardine y David Marks en donde Jardine toma la voz principal.

## Comentarios
Frank Zappa dice en su autobiografía The Real Frank Zappa: "Una de las cosas más emocionantes que le ha pasado en el mundo de la música blanca fue cuando The Beach Boys usaron la progresión V-II en 'Little Deuce Coupe'". Zappa dice: "Un importante paso adelante yendo hacia atrás".